# Era (chanson)
Pour les articles homonymes, voir Era.
Chansons représentant l'Italie au Concours Eurovision de la chanson
Sì (Gigliola Cinquetti) 
(1974) We'll Live It All Again (Al Bano et Romina Power) 
(1976)
Era (« C'était ») est une chanson du duo italien Wess et Dori Ghezzi, composé de Wess Johnson chanteur d'origine américaine et Dori Ghezzi, parue sur l'album Terzo album (it) et sortie en 45 tours en 1975.
C'est la chanson choisie pour représenter l'Italie au Concours Eurovision de la chanson 1975 à Stockholm, en Suède.
Wess et Dori Ghezzi ont également enregistré la chanson en anglais sous le titre Fallin' (« Tombant »), en espagnol sous le titre Era, ainsi que dans une version française sous le titre Qui vivra verra adaptée par Pierre Delanoë,.

## À l'Eurovision
La chanson italienne pour le Concours Eurovision de la chanson 1975 a été sélectionnée en interne par la Radiotelevisione Italiana (RAI).
Lors du Concours Eurovision elle est intégralement interprétée en italien, langue nationale, le choix de la langue étant toutefois libre entre 1973 et 1976. L'orchestre pour la chanson est dirigé par Pier Natale Massara.
Era est la 19e et dernière chanson interprétée lors de la soirée après Jennie, Jennie de Lars Berghagen représentant la Suède. Le titre se classe, à la fin du vote, à la 3e place sur 19 chansons avec 115 points obtenus,.

## Liste des titres
Singles de Wess et Dori Ghezzi
Il mio problema
(1975) È l'amore che muore
(1976)
Pistes de Terzo album (it)
Dicembre
(B3) Povero maledetto
(B5)
| A1. | Era            | Andrea Lo Vecchio, Shel Shapiro               | 2:52 |
| B1. | ...E siamo qui | Felice Piccarreda, Ricky Gianco, Wess Johnson |      |

| A1. | Era       | Andrea Lo Vecchio, Shel Shapiro                      | 2:52 |
| B1. | Sempre tu | Cristiano Malgioglio, Italo Ianne, Felice Piccarreda | 3:17 |

| A1. | Qui vivra verra (version francophone de Era) | Andrea Lo Vecchio, Shel Shapiro, Pierre Delanoë      | 2:50 |
| B1. | ...E siamo qui                               | Cristiano Malgioglio, Italo Ianne, Felice Piccarreda |      |

## Classements

### Classements hebdomadaires
| Classement (1975)             | Meilleure position |
| ----------------------------- | ------------------ |
| Italie (Hit Parade Italia)    | 12                 |
| Norvège (VG-lista)            | 3                  |
| Pays-Bas (Nederlandse Top 40) | 20                 |
| Pays-Bas (Single Top 100)     | 23                 |
| Suisse (Schweizer Hitparade)  | 6                  |

### Classements de fin d'année
| Classement de fin d'année (1975) | Meilleure position |
| -------------------------------- | ------------------ |
| Italie (Hit Parade Italia)       | 57                 |